# باولو كورسيتي
باولو كورسيتي (بالإيطالية: Paolo Curcetti)‏ (مواليد 1 أغسطس 1936) هو ملاكم إيطالي، مثّل بلاده في الألعاب الأولمبية الصيفية 1960.

## روابط خارجية
باولو كورسيتي على موقع بوكس ريك (الإنجليزية) (registration required)
- باولو كورسيتي على موقع اللجنة الأولمبية الدولية (الإنجليزية)
- باولو كورسيتي على موقع أوليمبيديا (الإنجليزية)